# La Demeure historique
Vous pouvez aider à l'améliorer ou bien discuter des problèmes sur sa page de discussion.
- Il ne s’appuie pas, ou pas assez, sur des sources secondaires ou tertiaires. (Marqué depuis octobre 2024)
- Son ton est trop promotionnel ou publicitaire, voire hagiographique. Le texte doit adopter un ton neutre et encyclopédique. (Marqué depuis octobre 2024)

- Archive Wikiwix
- Bing
- Cairn
- DuckDuckGo
- E. Universalis
- Gallica
- Google
- G. Books
- G. News
- G. Scholar
- Persée
- Qwant
- (zh) Baidu
- (ru) Yandex
- (wd) trouver des œuvres sur Wikidata

La Demeure historique est une association française fondée en 1924, par Joachim Carvallo, reconnue d'utilité publique en 1965, qui regroupe des propriétaires de monuments historiques privés.
Elle a son siège dans l'hôtel de Nesmond, au 57 quai de la Tournelle, dans le 5e arrondissement de Paris.

## But
Selon ses statuts, « l’association œuvre pour la défense et la sauvegarde du patrimoine architectural, historique, artistique et naturel, ses abords et plus largement tout ce qui concerne la protection des perspectives et paysages ».
Au 31 décembre 2023, 45 080 immeubles sont protégés au titre des monuments historiques, 14 317 sont classés et 30 763 sont inscrits sur l'Inventaire supplémentaire des monuments historiques.
46% d’entre eux sont des propriétés privées, 41% appartiennent à des communes et 4% à l’État. Et plus de 280 000 objets mobiliers, dont près de 125 000 classés et plus de 155 000 inscrits et placés sous le contrôle des Conservateur des antiquités et objets d'art.
La Demeure Historique représente et accompagne ces propriétaires-gestionnaires privés. En 2024 a été célébré le centenaire de cette association française créée en 1924.

## Fondateurs
- Joachim Carvallo (1869-1936), propriétaire du château de Villandry[5]
- Boni de Castellane (1867-1932)

### Liste des présidents de l'association
- Adrien Maurice de Noailles, propriétaire du château de Maintenon, de 1924 à 1952[6].
- Philippe de Luynes[6], propriétaire du château de Dampierre, de 1952 à 1972.
- Marc de Beauvau-Craon, propriétaire du château de Haroué, de 1972 à 1982[6].
- Henri-François de Breteuil, propriétaire du château de Breteuil, de 1982 à 2001.
- Jean de Lambertye, propriétaire du château de Cons-la-Grandville , de 2001 à 2019.
- Olivier de Lorgeril, propriétaire du château de la Boubansais, depuis 2019.

## Adhérents
L’association représente à ce jour plus de 3 000 châteaux, manoirs, abbayes, prieurés, ateliers, forges, hôtels particuliers, jardins ou demeures remarquables répartis sur l’ensemble du territoire français.
Elle est représentée dans chaque région par une délégation.
Au sein des adhérents de la Demeure historique, le réseau Audacieux du Patrimoine rassemble des propriétaires-gestionnaires de monuments historiques familiaux qui y développent, de manière professionnelle, des activités économiques durables.
Un groupe rassemble également les Jeunes et nouveaux repreneurs de monuments et jardins historiques en quête de réponses techniques et pratiques, de partage d’idées novatrices et de soutien lors de la reprise d'un monument historique.

## Actions de sensibilisation

### Auprès du grand public
La Demeure Historique intervient dans diverses manifestations locales et nationales et à ce titre est partenaire du ministère de la Culture français pour les Journées européennes du patrimoine et les opérations Rendez-vous aux jardins. L'association joue ainsi un rôle important de sensibilisation de l'ensemble des publics (milieux scolaires, amoureux du patrimoine, touristes, etc.).
Grâce à la mobilisation des adhérents, désireux de s’inscrire dans une dynamique de partage, le Passeport des Demeures Historiques® présente plus de 400 sites patrimoniaux répartis sur le territoire métropolitain et ultra-marin. La Demeure Historique invite les amoureux du patrimoine à partir à la rencontre des dépositaires de ces demeures et jardins, passionnés et engagés, qui œuvrent à leur sauvegarde.
La Demeure Historique a été à l’initiative en 2008 de la création de la Fondation pour les Monuments Historiques, renommée Fondation Mérimée en 2021. Reconnue d'utilité publique et abritante, le 13 avril 2018, elle place au cœur de son action la préservation, la valorisation et la mise en accessibilité des monuments et jardins protégés au titre des monuments historiques.

### Auprès des pouvoirs publics
L'association intervient régulièrement auprès du gouvernement, du parlement et de l’administration, par exemple concernant la politique énergétique.
L'association est partenaire des Journées juridiques du patrimoine.
La "Réunion des associations de sauvegarde du patrimoine" reconnue d’utilité publique, autrement appelé "G8 Patrimoine", puis "G7 Patrimoine", ou "Groupe Patrimoine" est un groupe national créé en 2003 et officialisé par arrêté ministériel le 20 janvier 2005.

## Accompagnement pratique
À l'échelon national, une équipe de 10 salariés, au siège de La Demeure historique, est à la disposition des adhérents pour répondre à toute question d'ordre juridique et technique. La Demeure Historique organise régulièrement des formations sur des thèmes précis, afin de permettre aux propriétaires-gestionnaires de développer leurs compétences.
Au niveau régional et départemental, des délégués et des référents thématiques sont les relais de l'association aussi bien pour accompagner les adhérents que pour relayer les actions et les combats de l'association auprès des représentants de l'administration et des élus. Les délégués peuvent aussi accompagner la demande de protection initiée par un propriétaire en le conseillant sur la constitution du dossier et  les démarches à entreprendre auprès du ministère de la Culture ; par ailleurs, le représentant régional de la Demeure Historique au sein des CRPA (Commission régionale du patrimoine et de l'architecture) suit les dossiers des monuments privés.

## Revue

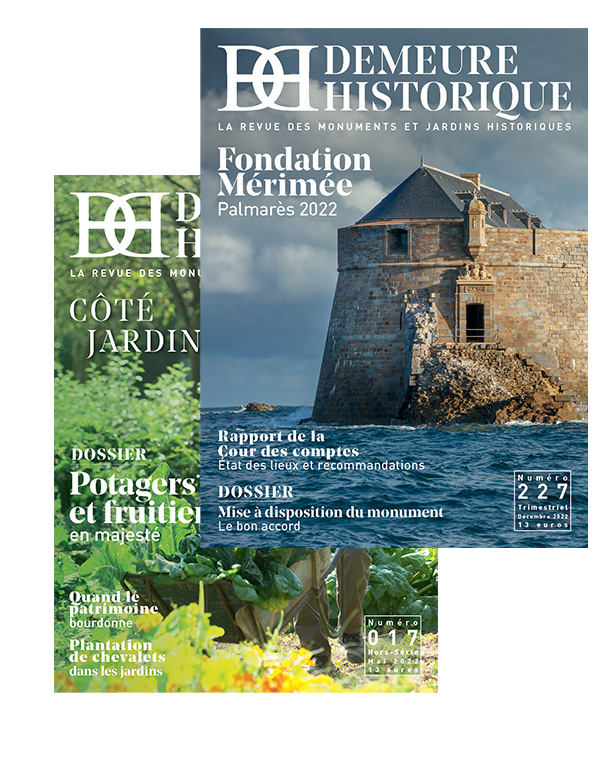
Revue Demeure Historique.

La Demeure Historique édite une revue, vendue par abonnements et sur son site Internet.
- Les revues La Demeure historique  (ISSN 0998-5956) : créée en 1966, la revue a positionné sa ligne éditoriale sur l’accompagnement opérationnel des propriétaires-gestionnaires de monuments et jardins historiques. Ce trimestriel (mars, juin, septembre et décembre) de 80 pages propose un autre regard sur le patrimoine, le regard de celles et de ceux qui le font vivre tout en apportant conseils techniques et partage d'expériences[16].

- Les hors-série Côté Jardins : Demeure historique publie en mai un supplément Côté Jardins. Ce numéro de 80 pages s’efforce de répondre à la fois aux attentes et questions en matière d’entretien, de restauration mais aussi d’ouverture au public tout en étant en prise directe avec l'actualité.
- Le numéro spécial Transmission : les clés de la pérennité, publié en septembre 2022 à l’occasion d'un colloque universitaire[17].

## Lettre ouverte
Dans la perspective des élections présidentielles, les onze associations les plus importantes qui se consacrent à la sauvegarde du patrimoine français font connaître d'une même voix, leur expérience et leur analyse prospective aux Français et à leurs élus que le Patrimoine est une richesse et une chance.
Elles formulent dans une lettre ouverte publiée en 2016 sous forme d'ouvrage vingt-deux propositions pour une gouvernance améliorée, une transmission simplifiée et une gestion économique et durable du patrimoine.